# Åtjärnen (Hässjö socken, Medelpad)
Åtjärnen är en sjö i Timrå kommun i Medelpad och ingår i Gådeån-Indalsälvens kustområde.